# Рампарт (аэропорт)
Аэропорт Рампарт (англ. Rampart Airport), (ИАТА: RMP, FAA LID: RMP) — государственный гражданский аэропорт, расположенный в 3,7 километрах к востоку от района Рампарт (Аляска), США.
Деятельность аэропорта субсидируется за счёт средств Федеральной программы США Essential Air Service (EAS) по обеспечению воздушного сообщения между небольшими населёнными пунктами страны.

## Операционная деятельность
Аэропорт Рампарт находится на высоте 92 метров над уровнем моря и эксплуатирует одну взлётно-посадочную полосу:
- 11/29 размерами 1067 x 23 метров с гравийным покрытием.

За период с 31 декабря 2005 года по 31 декабря 2006 года Аэропорт Рампарт обработал 350 операций взлётов и посадок самолётов (в среднем 29 операций ежемесячно), из них 71 % пришлось на рейсы аэротакси и 29 % — на авиацию общего назначения.: